# Il canale di Chichester
Il canale di Chichester (Chichester Canal) è un dipinto ad olio su tela del pittore inglese William Turner, risalente al 1828.

## Storia
All'inizio del diciannovesimo secolo, George Wyndham, terzo conte d'Egremont e appassionato di arte contemporanea, possedeva una grande collezione di opere di Turner. Egli invitò più volte il pittore a soggiornare presso la sua residenza di Petworth, a Chichester, nel Sussex. L'opera venne commissionata dal Wyndham per decorare la sua dimora assieme ad altre tre tele, tutte dello stesso formato. Nel 1856, il quadro divenne di proprietà dello stato britannico a seguito di un lascito di opere di Turner. Oggi l'opera è esposta alla Tate Britain di Londra.

## Descrizione
L'opera di formato rettangolare (65,4 x 134,6 cm) raffigura il canale di Chichester, un corso d'acqua navigabile nel Sussex, nell'Inghilterra meridionale. Il paesaggio è dipinto a partire dal fiume, situato al centro della composizione. Il sole tramonta all'orizzonte, quasi al centro della tela. Sullo sfondo è raffigurata una barca, probabilmente un bricco carboniero. In primo piano sul rivo sinistro, vicino alla riva, si intravede una barca sulla quale sono presenti vari personaggi.
È possibile che i colori della tela siano stati influenzati dalla cenere proveniente dall'eruzione del vulcano indonesiano Tambora nel 1815, causando il cosiddetto "anno senza estate" nel 1816.